# Horní Lideč (nádraží)
Horní Lideč je železniční stanice na východním okraji obce Horní Lideč v okrese Vsetín ve Zlínském kraji nedaleko říčky Senice. Leží na elektrizované dvoukolejné trati Hranice na Moravě – Púchov (3 kV ss) a jednokolejné neelektrizované trati Horní Lideč – Bylnice. Jedná se o pohraniční železniční stanici se Slovenskou republikou.

## Historie
Stanice byla otevřena 21. října 1928 v rámci zprovoznění tzv. Masarykovy dráhy z Bylnice, kudy od roku 1888 vedla trať Rakouské společnosti státní dráhy (StEG) z Uherského Brodu do Trenčianské Teplé, tzv. Vlárské dráhy směrem na Slovensko, do Vsetína prodloužením dráhy z roku 1885 a vybudováním dvou nových traťových větví: ve směru na Bylnici a na Púchov s uzlovou stanicí v Horní Lidči. Za projekt zodpovídala společnost Československé státní dráhy.

## Popis
Nachází se zde pět jednostranných úrovňových nástupišť (s příchodem k vlakům přechody přes koleje) a jedním vnějším nástupištěm u budovy. Stanice je vybavena elektronickým informačním systémem pro cestující.